# ادبیات آلمانی
ادبیات آلمانی شامل متون ادبی است که به زبان آلمانی نوشته شده‌اند که شامل آثار ادبی در آلمان، اتریش، بخش‌های آلمانی بلژیک و سوئیس، لیختن‌اشتاین، تیرول جنوبی در ایتالیا و آلمانی‌زبان‌های پراکنده‌است. امروزه ادبیات آلمانی بیشتر به زبان آلمانی استاندارد نوشته می‌شود، اما هنوز هم آثاری وجود دارند که با تأثیر از گویش‌های زبان آلمانی (مانند آلمانیش) آفریده می‌شوند.

## تاریخچه
ادبیات آلمانی که در سده‌های میانه در آلمان نوشته شده‌است از کارولنژی‌ها آغاز می‌شود و برای پایان آن تاریخ‌های متفاوتی بیان شده‌است. اصلاحات پروتستانی (۱۵۱۷) آخرین نقطهٔ پایان ممکن دانسته می‌شود. آلمانی علیای میانه در سدهٔ ۱۲ میلادی آغاز می‌شود، کارهای برجستهٔ این دوره حلقه (حدود ۱۴۱۰ میلادی) و شعرهای اسوالد فن ولکنشتاین و یوهانس فن تپل است. دورهٔ باروک (۱۶۰۰ تا ۱۷۲۰ میلادی) یکی از پربارترین دوره‌ها در ادبیات آلمانی بوده‌است. ادبیات مدرن در زبان آلمانی با نویسندگان عصر روشنگری (مانند هردر) آغاز می‌شود. دورهٔ حساسیت در دهه‌های ۱۷۵۰ تا ۱۷۷۰ میلادی، با پرفروشترین کتاب گوته، رنج‌های ورتر جوان (۱۷۷۴) پایان یافت. جنبش طوفان و غرش و کلاسیک وایمار توسط یوهان ولفگانگ فون گوته و فریدریش شیلر رهبری شدند. جنبش رمانتیک آلمانی، پایان سدهٔ هجده و آغاز سدهٔ نوزده میلادی را زیر سلطهٔ خود درآورد.
بیدرمایر به ادبیات و موسیقی، هنرهای بصری، و طراحی داخلی در دوره‌ای میان سال‌های ۱۸۱۵ (کنگره وین)، پایان جنگ‌های ناپلئونی، و ۱۸۴۸ میلادی، یعنی سال انقلاب‌های اروپایی گفته می‌شود. در آلمان زیر سلطهٔ رژیم نازی، برخی نویسندگان تبعید شدند و بقیه مورد سانسور قرار گرفتند. تاکنون جایزهٔ نوبل در ادبیات چهارده بار به نویسندگان آلمانی زبان اهدا شده‌است. برخی از برندگان این جایزه عبارتند از توماس مان، هرمان هسه، و گونتر گراس.

## برندگان جایزه نوبل
تاکنون جایزه نوبل ادبیات چهارده بار به نویسندگان آلمانی‌زبان اهدا شده‌است.
| توماس مان (۱۸۷۵–۱۹۵۵) | هرمان هسه (۱۸۷۷–۱۹۶۲) |
| --------------------- | --------------------- |
|                       |                       |

- ۱۹۰۲ تئودور مومسن
- ۱۹۰۸ رودولف کریستف یوکن
- ۱۹۱۰ پال هیزه
- ۱۹۱۲ گرهارد هاوپتمان
- ۱۹۱۹ کارل اشپیتلر
- ۱۹۲۹ توماس مان
- ۱۹۴۶ هرمان هسه
- ۱۹۶۶ نلی زاکس
- ۱۹۷۲ هاینریش بل
- ۱۹۸۱ الیاس کانتی
- ۱۹۹۹ گونتر گراس
- ۲۰۰۴ الفریده یلینک
- ۲۰۰۹ هرتا مولر
- ۲۰۱۹ پتر هاندکه

## ترجمه آثار آلمانی به زبان فارسی

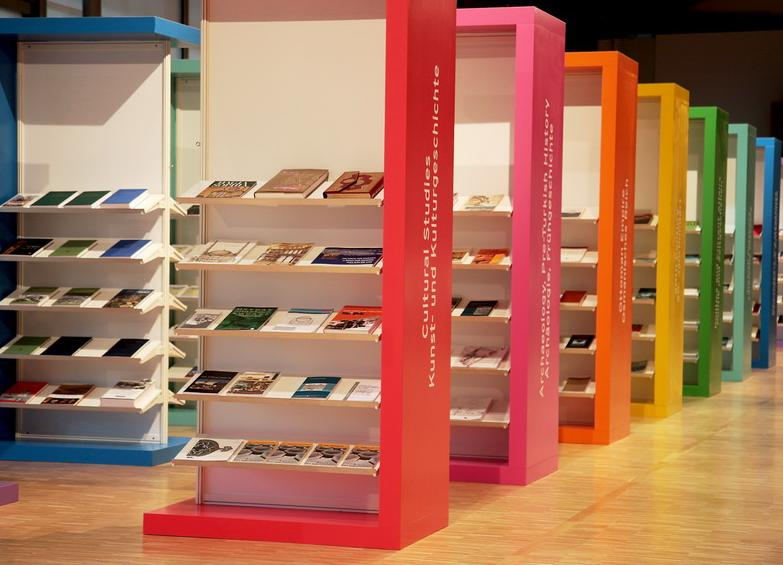
نمایشگاه بین‌المللی کتاب فرانکفورت

یکی از نخستین آثار آلمانی که به زبان فارسی ترجمه شده‌است، رنج‌های ورتر جوان از گوته است که در سال ۱۳۰۳ توسط محمد صفارزاده از فرانسه ترجمه شده‌است. با وجود آنکه نویسندگانی چون بزرگ علوی و محمدعلی جمالزاده سال‌ها در آلمان زندگی و تحصیل کردند، ولی ظاهراً تمایلی به ترجمه آثار نویسندگان معاصر خود نداشته‌اند. ویلهم تل (۱۳۳۴) و دوشیزه ارولئان (۱۳۰۹) شیلر، از مهم‌ترین آثار آلمانی است که این دو نویسنده ایرانی به فارسی ترجمه کرده‌اند. این دو آثار در همان زمان هم جزو آثار کلاسیک ادبیات آلمانی دانسته می‌شده‌اند.
صادق هدایت در سال ۱۳۰۹ خورشیدی (۱۹۳۰ میلادی) مسخ فرانتس کافکا را به فارسی ترجمه و منتشر کرد که این‌کار یک استثنا و اتفاق دانسته می‌شود، چرا که کافکا در آن زمان به شهرتی جهانی دست نیافته بود ولی در فرانسه که محل زندگی هدایت بود، مورد توجه قرار گرفته بود.
از جمله مترجمان مهم و زندهٔ ادبیات آلمانی می‌توان به محمود حدادی، علی‌اصغر حداد، سروش حبیبی، محمود حسینی‌زاد، کامران جمالی، حسن نکوروح، مهشید میرمعزی و ناصر غیاثی اشاره کرد.